# 2017년 한국시리즈
2017 타이어뱅크 KBO 한국시리즈는 정규시즌 1위로 통산 11번째 우승에 도전하는 KIA 타이거즈와 플레이오프 승리팀으로 한국시리즈 3연패에 도전하는 두산 베어스간의 7전 4선승제 경기로 2017년 10월 25일부터 10월 30일까지 진행되었다. 결과는 총 5차전을 치러서 4승 1패로 KIA 타이거즈가 2009년 이후 8년만에 통합우승이자 통산 11번째 우승을 달성해냈다. 한국시리즈 MVP로는 2차전 122구 완봉승과 5차전 우승을 확정짓는 세이브로 2경기 등판 10이닝 무실점을 기록하여 기자단 투표 74표 중 48표를 획득한 양현종이 선정되었다.

## 정규 시즌
| 순위 | 구단          | 경기 | 승 | 무 | 패 | 승률  | 승차 |
| ---- | ------------- | ---- | -- | -- | -- | ----- | ---- |
| 1위  | KIA 타이거즈  | 144  | 87 | 1  | 56 | 0.608 | 0.0  |
| 2위  | 두산 베어스   | 144  | 84 | 3  | 57 | 0.596 | 2.0  |
| 3위  | 롯데 자이언츠 | 144  | 80 | 2  | 62 | 0.563 | 6.5  |
| 4위  | NC 다이노스   | 144  | 79 | 3  | 62 | 0.560 | 7.0  |
| 5위  | SK 와이번스   | 144  | 75 | 1  | 68 | 0.524 | 12.0 |
| 6위  | LG 트윈스     | 144  | 69 | 3  | 72 | 0.489 | 17.0 |
| 7위  | 넥센 히어로즈 | 144  | 69 | 2  | 73 | 0.486 | 17.5 |
| 8위  | 한화 이글스   | 144  | 61 | 2  | 81 | 0.430 | 25.5 |
| 9위  | 삼성 라이온즈 | 144  | 55 | 5  | 84 | 0.396 | 30.0 |
| 10위 | kt 위즈       | 144  | 50 | 0  | 94 | 0.347 | 37.5 |

## KBO 포스트시즌 대진표
|  | 와일드카드 결정전 | 와일드카드 결정전 | 와일드카드 결정전 |  |  | 준플레이오프 | 준플레이오프  | 준플레이오프 |  |  | 플레이오프 | 플레이오프  | 플레이오프 |  |  | 한국시리즈 | 한국시리즈   | 한국시리즈 |
|  |                   |                   |                   |  |  |              |               |              |  |  |            |             |            |  |  |            |              |            |
|  |                   |                   |                   |  |  |              |               |              |  |  |            |             |            |  |  | 1          | KIA 타이거즈 | 4          |
|  |                   |                   |                   |  |  |              |               |              |  |  | 2          | 두산 베어스 | 3          |  |  | 2          | 두산 베어스  | 1          |
|  |                   |                   |                   |  |  | 3            | 롯데 자이언츠 | 2            |  |  | 4          | NC 다이노스 | 1          |  |  |            |              |            |
|  | 4                 | NC 다이노스       | 1(+1)             |  |  | 4            | NC 다이노스   | 3            |  |  |            |             |            |  |  |            |              |            |
|  | 5                 | SK 와이번스       | 0                 |  |  |              |               |              |  |  |            |             |            |  |  |            |              |            |

### 와일드카드결정전
정규시즌 4위로 1승의 어드벤티지를 얻었던 4위 NC 다이노스가 정규시즌 5위 SK 와이번스에게 10:5로 대승을 거두고 1차전에서 승리를 거두며 2017년 준플레이오프에 진출했다. 와일드카드 MVP로는 결승 쓰리런 홈런을 터트린 NC 다이노스의 외야수 나성범이 차지했다.

### 준플레이오프
와일드카드 결정전에서 승리한 4위 NC 다이노스와 정규시즌 3위로 5년만에 가을 잔치에 초대를 받은 롯데 자이언츠가 포스트시즌 첫 낙동강 시리즈를 펼쳤다. NC 다이노스는 1차전에서는 연장 11회 7득점으로 선승을, 3차전에서는 노진혁의 멀티 홈런을 앞세워 대승을 거뒀다. 롯데 자이언츠는 2차전 팽팽한 투수전 끝에 준PO 첫 무자책, 무타점 경기로 승리를 차지했고, 4차전에서는 조쉬 린드블럼의 호투와 홈런 4방을 앞세워 승리를 거뒀다. 결국 5차전에서 5회에 7점을 앞세워 NC 다이노스가 9:0으로 승리하며 PO에 진출하게 되었다. 준플레이오프 MVP로는 2경기 1승 0.68의 짠물피칭을 보여준 NC 다이노스의 에이스 에릭 해커에게 돌아갔다.

### 플레이오프
준플레이오프에서 승리한 4위 NC 다이노스와 정규시즌 2위 두산 베어스가 2015년 PO와 지난해 한국시리즈에 이어 3년 연속으로 가을야구에서 맞대결을 펼쳤다. 시리즈 기간 동안 세 방의 만루홈런이 터졌고, 2차전에서는 포스트시즌 한 경기 최다 홈런인 8개의 홈런이 터지는 등 시리즈 내내 타격전으로 전개된 끝에 두산 베어스가 시리즈 3승 1패로 3년 연속 한국시리즈에 진출했다. 플레이오프 MVP로는 단일 포스트시즌 최다 홈런 경신과 동시에 4차전에서 포스트시즌 최초로 한 경기 4홈런, 포스트시즌 한 경기 최다 타점인 9타점을 기록한 두산의 1루수 오재일에게 돌아갔다.

## 출전 선수 명단
| 팀           | 선수 명단 |
| KIA 타이거즈 | - 감독 - 김기태 - 코치 - 김민호, 박흥식, 김종국, 조계현, 이대진, 김태룡, 타케시, 코우조 - 투수 - 심동섭, 임창용, 김윤동, 고효준, 임기영, 헥터, 팻 딘, 박진태, 홍건희, 김세현, 양현종, 임기준 - 포수 - 김민식, 한승택, 이정훈 - 내야수 - 김선빈, 서동욱, 최원준, 안치홍, 김주찬, 이범호, 김주형, 고장혁 - 외야수 - 신종길, 유재신, 이명기, 나지완, 최형우, 버나디나, 김호령  |
| 두산 베어스  | - 감독 - 김태형 - 코치 - 공필성, 전형도, 강동우, 강인권, 이용호, 강석천, 한용덕, 최경환 - 투수 - 김승회, 보우덴, 김강률, 장원준, 유희관, 김성배, 니퍼트, 이용찬, 김명신, 이현승, 이영하, 함덕주, 박치국 - 포수 - 장승현, 박세혁, 양의지 - 내야수 - 서예일, 류지혁, 허경민, 오재원, 오재일, 에반스, 김재호, 최주환 - 외야수 - 조수행, 국해성, 정진호, 김재환, 박건우, 민병헌 |

## 경기 기록
| 일시                                                                 | 경기  | 원정팀(선공) | 스코어 | 홈팀(후공)   | 개최 구장             | 개시 시각 | 관중수   | 경기 MVP              |
| -------------------------------------------------------------------- | ----- | ------------ | ------ | ------------ | --------------------- | --------- | -------- | --------------------- |
| 10월 25일(수)                                                        | 1차전 | 두산 베어스  | 5 - 3  | KIA 타이거즈 | 광주기아챔피언스필드  | 18시 30분 | 19,600명 | 니퍼트 (두산 베어스)  |
| 10월 26일(목)                                                        | 2차전 | 두산 베어스  | 0 - 1  | KIA 타이거즈 | 광주기아챔피언스필드  | 18시 30분 | 19,600명 | 양현종 (KIA 타이거즈) |
| 10월 28일(토)                                                        | 3차전 | KIA 타이거즈 | 6 - 3  | 두산 베어스  | 서울종합운동장 야구장 | 14시 00분 | 25,000명 | 팻 딘 (KIA 타이거즈)  |
| 10월 29일(일)                                                        | 4차전 | KIA 타이거즈 | 5 - 1  | 두산 베어스  | 서울종합운동장 야구장 | 14시 00분 | 25,000명 | 임기영 (KIA 타이거즈) |
| 10월 30일(월)                                                        | 5차전 | KIA 타이거즈 | 7 - 6  | 두산 베어스  | 서울종합운동장 야구장 | 18시 30분 | 25,000명 | 이범호 (KIA 타이거즈) |
| 우승 : KIA 타이거즈 (11번째), 한국시리즈 MVP : 양현종 (KIA 타이거즈) |       |              |        |              |                       |           |          |                       |

## 한국시리즈 경기 결과

### 1차전
2017년 10월 25일 - 광주기아챔피언스필드
| 팀 | 1 | 2 | 3 | 4 | 5 | 6 | 7 | 8 | 9 | R | H | E | B |
| 두산 베어스 ◄ | 0 | 0 | 0 | 1 | 4 | 0 | 0 | 0 | 0 | 5 | 7 | 1 | 5 |
| KIA 타이거즈 | 0 | 0 | 0 | 0 | 3 | 0 | 0 | 0 | 0 | 3 | 6 | 1 | 4 |
| 승리 투수: 니퍼트 패전 투수: 헥터 세이브: 김강률 홀드: 함덕주 홈런: 두산 – 김재환(헥터 상대로 5회 2점), 오재일(헥터 상대로 5회 1점) KIA – 버나디나(니퍼트 상대로 4회 3점) |   |   |   |   |   |   |   |   |   |   |   |   |   |

- 애국가 : 가수 백지영
- 시구 : 문재인 대통령
- 1차전 MVP : 두산 니퍼트 - 6이닝 5피안타(1피홈런) 3사사구 3실점 4K (투구수: 106개)
- 두산 김재환 - 오재일, 한국시리즈 역대 8번째 연속타자 홈런(PS 22번째)

1차전에서 두산에서는 니퍼트가, KIA에서는 헥터가 각각 등판했다. 팽팽한 투수전으로 초반 전개되었던 경기는 4회초 두산이 KIA의 선발 헥터의 제구 난조로 맞은 1사 1-2루에서 양의지의 타구를 2루수 안치홍이 실책을 저지르며 만루 찬스를 맞았다. 이때 박세혁이 12구 승부로 삼진을 물러났지만 헥터의 투구수를 불려놓았고 그리고 바로 오재원이 2사 만루에서 밀어내기 볼넷을 얻어내며 선취점을 얻는데 성공했다. 헥터는 이 이닝에서만 34구를 던졌다.
그 뒤 두산은 5회초에 1사 2루에서 헥터에게 강했던 박건우가 적시타를 터트리며 달아났고 4회초 늘려놓은 투구수로 헥터의 힘이 떨어진 상황에서 김재환(2점, 비거리: 115m)과 오재일이 백투백 홈런(비거리: 120m)을 작렬시키며 5:0으로 도망가는데 성공했다.
그러자 KIA는 5회말 반격에 나섰다. 5회말 KIA는 2사 1-2루에서 로저 버나디나가 우월 3점홈런(비거리: 110m)을 터트리며 2점차로 쫓아오는데 성공했다. 그러나 KIA는 7회부터 올라온 함덕주를 상대로 8회말 최형우의 안타와 나지완의 볼넷으로 무사 1-2루 찬스를 잡았지만 김강률로부터 안치홍이 병살타를 쳤고 이범호마저 삼진으로 물러나며 동점을 넘어 역전까지 가능했던 절호의 찬스를 날려버리고 말았다.
이 후 양 팀의 불펜진의 호투가 이어진 가운데 9회말에 8회부터 올라온 김강률이 삼자범퇴로 2이닝 세이브를 거두며 두산이 한국시리즈 1차전에서 기선제압에 성공했다.

### 2차전
2017년 10월 26일 - 광주기아챔피언스필드
| 팀                                                          | 1 | 2 | 3 | 4 | 5 | 6 | 7 | 8 | 9 | R | H | E | B |
| 두산 베어스                                                 | 0 | 0 | 0 | 0 | 0 | 0 | 0 | 0 | 0 | 0 | 4 | 1 | 2 |
| KIA 타이거즈 ◄                                              | 0 | 0 | 0 | 0 | 0 | 0 | 0 | 1 | X | 1 | 5 | 0 | 6 |
| 승리 투수: 양현종 패전 투수: 함덕주 세이브: 없음 홀드: 없음 |   |   |   |   |   |   |   |   |   |   |   |   |   |

- 애국가 : 여자친구 유주
- 시구 : 정세균 국회의장
- 2차전 MVP : KIA 양현종 - 9이닝 4피안타 2사사구 무실점 11K (투구수: 122개)
- 역대 최초 한국시리즈 1 대 0 완봉승, 무타점 경기[1]
- 양현종, 역대 10번째 한국시리즈 완봉승(좌완으로는 두 번째)

2차전에서 두산에서는 장원준이, KIA에서는 양현종이 각각 등판했다. 2차전에서는 현역 최고의 좌완 투수들의 명품 투수전이 펼쳐졌다. 두산은 4회까지 볼넷 하나 외에는 출루하지 못하다. 5회초 오재일의 안타가 나왔고 6회초에는 민병헌의 2루타로 첫 장타가 나왔지만 득점과는 무관했다. KIA도 여러번의 찬스를 잡았지만 김주찬이 두 번의 병살타를 기록하고 로저 버나디나가 4회말 견제사를 당하는 등 공격의 흐름이 매끄럽지 못했다.
이러한 팽팽한 투수전의 결과 두산 선발 장원준은 영리한 피칭을 선보이며 7이닝 동안 117개의 공을 던져 피안타 4개와 사사구 5개를 허용했고 4개의 삼진을 잡아내 호투하고 내려갔다. KIA 선발 양현종도 8회까지 101개의 공을 던져 무실점 역투를 펼치고 있었다.
이렇게 0의 균형이 이어진 승부는 8회말에 갈렸다. KIA는 8회말 함덕주로부터 김주찬이 우측에 애매한 코스에 떨어지는 2루타로 출루해 득점권 기회를 잡고 로저 버나디나가 희생번트, 김강률로 교체된 상황에서 최형우의 볼넷으로 만들어진 1사 1-3루에서 나지완의 땅볼 타구 때 3루주자 김주찬이 런다운에 걸린 상황이 발생했다. 이 과정에서 양의지가 3루로 가던 최형우를 잡으러 3루쪽에 송구해 최형우를 잡았으나 그 사이에 김주찬이 홈으로 파고들어 KIA가 득점에 성공했다.
여기서 양의지는 3루주자를 잡지 않고 최형우를 먼저 잡은 뒤 3루주자 김주찬까지 잡으려는 더블플레이를 만들려는 의도였으나 3루주자 김주찬의 위치가 홈쪽에 가까운 상황이었고, 실점을 하지 말아야 할 상황인 점을 생각하면 결국 이 상황은 양의지가 판단 미스를 저질렀다고 볼 수 있다. 이러한 상황으로 인해 KIA는 천금같은 득점을 얻게 됐다. 이 상황은 선택수비의 상황에서 발생한 점수이기 때문에 타자 나지완은 타점이 기록되지 않았으며 두산의 실책으로도 기록되지 않았다.
이후 KIA의 양현종은 9회초에도 마운드에 올라와 1사 후 김재환에게 안타를 내줬지만 2사 후 양의지를 11구 승부 끝에 삼진 처리하며 122구 혼신의 역투로 KIA의 광주-KIA 챔피언스 필드 개장 이후 첫 한국시리즈 승리를 장식했고 동시에 시리즈를 원점으로 맞추는데 성공했다.

### 3차전
2017년 10월 28일 - 서울종합운동장 야구장
| 팀 | 1 | 2 | 3 | 4 | 5 | 6 | 7 | 8 | 9 | R | H | E | B |
| KIA 타이거즈 ◄ | 0 | 0 | 1 | 2 | 1 | 0 | 0 | 0 | 2 | 6 | 9 | 0 | 3 |
| 두산 베어스 | 0 | 0 | 0 | 1 | 0 | 0 | 1 | 1 | 0 | 3 | 7 | 0 | 1 |
| 승리 투수: 팻 딘 패전 투수: 보우덴 세이브: 김세현 홀드: 임창용, 심동섭 홈런: KIA – 나지완(김강률 상대로 9회 2점) 두산 – 에반스(팻 딘 상대로 7회 1점) |   |   |   |   |   |   |   |   |   |   |   |   |   |

- 애국가 : B1A4 산들
- 시구 : 배우 전소민 (SBS '런닝맨' 출연자)
- 3차전 MVP : KIA 팻 딘 - 7이닝 6피안타(1피홈런) 2사사구 3실점 3K (투구수: 96개)

3차전에서 KIA에서는 팻 딘이, 두산에서는 마이클 보우덴이 각각 등판했다. 3차전의 선취점은 KIA의 몫이었다. KIA는 3회초 선두타자 김선빈의 안타, 김호령의 희생번트와 김민식의 뜬공으로 만들어진 2사 2루에서 이명기가 좌익수 옆으로 빠지는 1타점 2루타를 터트리며 선취점을 얻어냈고, 4회초에는 보우덴이 1사 후 연속 볼넷과 보크를 자초하며 만들어진 2-3루 상황에서 안치홍이 가볍게 갖다 맞춰 전진 수비를 뚫어내는 2타점 적시타를 만들어냈다.
두산도 가만히 있지 않았다. 두산은 4회말 김재환의 2루타와 오재일의 땅볼로 만들어진 1사 3루에서 양의지의 우익수 희생플라이로 추격을 시작했다. 그러나 KIA가 5회초 선두타자 이명기의 2루타로 두산 선발 보우덴을 강판 시켰고 이후 이용찬으로부터 김주찬의 희생번트로 만들어진 1사 3루에서 버나디나가 강한 타구를 우익수 앞에 보내는 적시타로 달아나는데 성공했다.
그러나 두산의 반격도 거세지기 시작했다. 두산은 이용찬과 이현승이 KIA 타선을 잠재우는 사이 7회말 에반스가 솔로포(비거리: 115m)를 작렬시키며 다시 추격에 불을 지폈고, 8회말에는 민병헌의 안타와 오재원의 볼넷으로 무사 1-2루 찬스를 잡으며 7회까지 2실점으로 호투한 KIA 선발 팻 딘을 강판시켰다. 두산은 KIA의 두 번째 투수 임창용으로부터 박건우가 뜬공으로 물러났으나 세 번째 투수 심동섭으로부터 김재환의 적시타로 팻 딘의 책임주자였던 2루주자 민병헌을 불러들이며 경기를 1점차까지 추격했으나, 이어진 상황에서 오재일이 포수 파울 플라이, 양의지가 KIA의 마무리투수 김세현으로부터 뜬공으로 물러나 동점, 역전 찬스를 날려버렸다.
그러자 KIA는 김승회로부터 9회초 안치홍의 안타로 찬스를 잡았고 김선빈의 희생번트와 김호령의 뜬공으로 2사 3루에서 김민식의 대타로 들어선 나지완이 김강률을 상대로 좌중월 투런 홈런(비거리: 130m)를 작렬시키며 승부에 쐐기를 박았다. 이후 9회말 김세현이 삼진 두 개를 곁들인 삼자범퇴로 정리하며 KIA가 시리즈 2승째를 거두게 되었다.

### 4차전
2017년 10월 29일 - 서울종합운동장 야구장
| 팀                                                              | 1 | 2 | 3 | 4 | 5 | 6 | 7 | 8 | 9 | R | H | E | B |
| KIA 타이거즈 ◄                                                  | 2 | 0 | 0 | 0 | 0 | 0 | 2 | 0 | 1 | 5 | 9 | 1 | 1 |
| 두산 베어스                                                     | 0 | 0 | 0 | 0 | 0 | 0 | 0 | 1 | 0 | 1 | 9 | 3 | 5 |
| 승리 투수: 임기영 패전 투수: 유희관 세이브: 김세현 홀드: 김윤동 |   |   |   |   |   |   |   |   |   |   |   |   |   |

- 애국가 : 뮤지컬 배우 카이
- 시구 : 가수 겸 배우 수지 (SBS 드라마 '당신이 잠든 사이에' 주연)
- 4차전 MVP : KIA 임기영 - 5.2이닝 6피안타 무사사구 무실점 6K (투구수: 81개)

4차전에서 KIA에서는 임기영이, 두산에서는 유희관이 각각 등판했다. KIA는 1회초부터 유희관을 거세게 몰아붙였다. 1사 후 김주찬의 2루타로 출발하여 버나디나가 1타점 3루타를 작렬시키며 선취점을 뽑았고 이어서 최형우의 내야안타로 2점을 선취했다. 득점 지원을 받은 KIA 선발 임기영은 두산의 타선을 5.2이닝 동안 안타 6개만 허용하고 사사구 없이 6탈삼진을 잡아내며 호투했다.
두산 선발 유희관도 1회 2점을 내준 뒤에는 안정을 되찾으며 이후 이닝은 실점없이 이어가다 7회초 1사 2루 상황에서 내려갔다. 이 때 KIA는 구원투수 함덕주로부터 김선빈의 볼넷과 이명기의 뜬공으로 만들어진 2사 1-2루에서 김주찬의 타구를 두산 유격수 김재호가 빠트리는 실책으로 인하여 이범호의 대주자였던 2루주자 고장혁이 득점하며 추가 득점에 성공했고 이어서 버나디나의 적시타까지 터지며 승기를 굳혀가기 시작했다.
두산은 8회말 임창용으로부터 2사 1-2루에서 에반스의 적시타로 추격에 성공했으나, KIA는 9회초 김민식의 안타와 김선빈이 두산 포수인 양의지의 타격방해로 인한 출루, 이명기의 희생번트로 만들어진 1사 2-3루에서 김주찬의 땅볼 때 김민식의 대주자였던 3루주자 유재신이 득점하며 4점차로 달아나게 되었고, 8회말 2사부터 올라온 김세현이 9회말 1-2루 위기를 잘 넘어가며 KIA가 8년 만의 우승이자 V11에 단 1승만을 남겨놓게 되었다.

### 5차전
2017년 10월 30일 - 서울종합운동장 야구장
| 팀 | 1 | 2 | 3 | 4 | 5 | 6 | 7 | 8 | 9 | R | H  | E | B |
| KIA 타이거즈 ◄ | 0 | 0 | 5 | 0 | 0 | 2 | 0 | 0 | 0 | 7 | 10 | 1 | 5 |
| 두산 베어스 | 0 | 0 | 0 | 0 | 0 | 0 | 6 | 0 | 0 | 6 | 11 | 2 | 6 |
| 승리 투수: 헥터 패전 투수: 니퍼트 세이브: 양현종 홀드: 심동섭, 김세현, 김윤동 홈런: KIA – 이범호(니퍼트 상대로 3회 4점) |   |   |   |   |   |   |   |   |   |   |    |   |   |

- 애국가 : 에이핑크 정은지
- 시구 : 배우 유연석
- 5차전 MVP : KIA 이범호 - 5타수 1안타 (1홈런) 4타점 (3회초 만루홈런)
- 한국시리즈 MVP : KIA 양현종 - 2경기 1승 1세이브(5차전 데뷔 첫 세이브), 10이닝 무실점

5차전에서 KIA에서는 헥터가, 두산에서는 니퍼트가 각각 등판했다. 경기 초반 양 팀 모두 주자가 출루하면 번트를 시도하는 등 선취점에 대한 강한 의지를 드러냈으나 결과가 좋지 못한 가운데 KIA는 3회초 이명기의 내야안타와 김주찬의 희생 번트로 만든 1사 2루에서 버나디나가 적시타를 치며 선취 득점에 성공한다. 뒤이어 최형우의 안타와 나지완의 몸에 맞는 공으로 맞은 만루 찬스에서 안치홍이 삼진으로 물러났으나 이범호가 니퍼트의 초구를 공략해 좌측 담장을 넘기는 만루포(비거리: 115m)를 작렬시키며 대거 5점을 뽑아내는데 성공했다.
KIA는 여세를 몰아 6회초에는 1사 후 김민식의 2루타와 김선빈의 적시타로 니퍼트를 강판시켰고 이어 함덕주로부터 이명기의 적시타가 나오며 2점을 더 추가했다.
그러나 두산의 반격도 만만치 않았다. 두산은 7회말 헥터로부터 4타자 연속 안타로 2점을 뽑았고 이후 박건우의 몸에 맞는 공으로 무사 만루 찬스를 맞았다. 이후 심동섭으로부터 1사 후 오재일의 2타점 적시타 곧이어 김세현으로부터 에반스의 적시타로 2점 차까지 따라붙는 데 성공했다. 그러나 최주환의 빗맞은 타구를 유격수 김선빈이 호수비로 처리하며 1점차까지 쫓기게 되었지만 흐름을 끊는 중요한 수비를 보여주었다. 이후 김세현은 박세혁을 삼진 처리하며 불을 껐다.
이후 8회말 김윤동이 선두타자 출루를 허용했지만 무실점으로 막은 KIA는 2차전 122구 완봉승을 거둔 양현종을 9회말 마무리 투수로 올렸다. 양현종은 선두타자 김재환에게 볼넷, 1사 후 조수행의 번트 타구를 3루수 김주형이 악송구를 저지르며 1사 2-3루의 위기를 맞았다. 그러나 허경민을 볼넷으로 거른 1사 만루에서 박세혁을 유격수 인필드 플라이를, 마지막으로 김재호를 포수 파울 플라이 처리해 경기를 마무리하며 마침내 KIA가 8년 만의 통합 우승이자 V11을 달성했다.

## 중계 일정
2017년 한국 시리즈는 다음과 같은 방송사로부터 중계방송됐다.

### TV 중계
- 1차전 - MBC TV (캐스터 : 한명재 / 해설 : 이종범, 정민철)
- 2차전 - KBS 2TV (캐스터 : 유지철 / 해설 : 이용철, 조성환)
- 3차전 - SBS TV(KNN TV, TBC TV, kbc TV, TJB TV, ubc TV, JTV TV, CJB TV, G1 TV, JIBS TV 등 9개 지역 민방 네트워크로 송출됨.) (캐스터 : 정우영 / 해설 : 이순철)
- 4차전 - MBC TV (캐스터 : 한명재 / 해설 : 이종범, 정민철)
- 5차전 - KBS 2TV (캐스터 : 유지철 / 해설 : 이용철, 조성환)

### 라디오 중계
- 1차전
- 2차전
- 3차전
- 4차전
- 5차전

## 같이 보기
- 2017년 일본 시리즈
- 2017년 월드 시리즈